# 우치다 유마
우치다 유마(内田 雄馬, 1992년 9월 21일 ~ )는 일본의 남성 성우.
도쿄도 출신. 아임 엔터프라이즈 소속. 성우 우치다 마아야는 친누나.

## 인물・경력
일본 내레이션 연기연구소 졸업생. 2013년 4월 1일에 아임 엔터프라이즈에 소속.
취미는 음악, 산책, 삼림욕, 등산. 특기는 작곡, 성대모사, 재킷 플레이.
누나인 마아야와는 드라마CD "한 투 X 트래시"에서 주인공과 히로인 役에서 연기했다.

## 출연 작품

### TV 애니메이션
2019년
- 앙상블 스타즈! (사자나미 쥰)

### 극장판 애니메이션
2018년
- 너의 췌장을 먹고 싶어 (타카히로)

2021년
- 시도니아의 기사 : 사랑을 잣는 별 (야마노 토타로)

2022년
- 극장판 후르츠 바스켓: 프렐류드 (소마 쿄우)

2024년
- 극장판 : 기븐 히이라기 믹스 (리츠카)

2025년
- 킹 오브 프리즘 -유어 엔드리스 콜- 모두 빛나라! 프리즘 투어즈 (스즈노 유우)

### 게임
2015년
- 앙상블 스타즈! (사자나미 쥰)